# Lidia Satragno
Lidia Elsa Satragno, más conocida como Pinky (San Justo, 11 de noviembre de 1935-Buenos Aires, 8 de diciembre de 2022), fue una periodista, política, actriz, modelo y conductora televisiva argentina. Como presentadora de televisión condujo varios eventos importantes en la historia de la televisión argentina, incluido su pase de blanco y negro a color el 1 de mayo de 1980.
Como política fue candidata a la intendencia del partido de La Matanza en 1999 representando a la Alianza, resultando derrotada por una escasa cantidad de votos. En 2007 fue elegida diputada nacional por la provincia de Buenos Aires representando a la alianza Unión PRO.

## Biografía

### Carrera artística
Tras iniciarse como modelo y locutora radial, fue apodada Pinky por su colega Trudy Tinky Tomis, esto debido a que Lidia Satragno se caracterizaba por su piel rosada; debutó en 1956 en televisión, y luego tuvo un breve paso por el cine donde debutó bajo las órdenes de Leopoldo Torre Nilsson en La caída (1959). Además participó de varios comerciales y en 1958 condujo su propio programa Buenos días Pinky, fue consagrada como «La Mujer del Año» y viajó a Alemania invitada por el gobierno de Konrad Adenauer. En 1961 fue consagrada de nuevo.

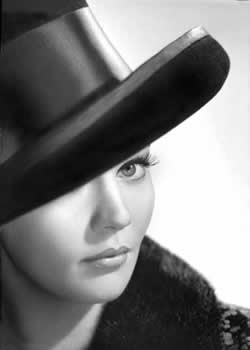
Pinky en 1964.

Presentó espectáculos en el Palacio de Bellas Artes de México, el Lincoln Center y el Carnegie Hall de Nueva York. En teatro protagonizó: Asesinato entre amigos, Dos mujeres, Monólogos de la vagina, y bajo la dirección de Alejandra Boero hizo Prisioneros en la ciudad de Neil Simon. También produjo la comedia musical “Annie”.
La fama le vendría dada, sin embargo, en televisión, donde a partir de 1961 condujo el innovador programa Nosotros junto a Bernardo Neustadt, que fue clave en imponer el periodismo televisivo como alternativa a la radio, entonces dominante. Con Neustadt volvería a colaborar dos años más tarde en Incomunicados, donde la invitación de Arturo Frondizi marcó la primera vez en que un presidente de la Nación Argentina apareciera en directo televisivo.
En 1969 trabajó con Raúl Lavié (su esposo en esa época) y con el bandoneonista Rodolfo Cholo Montironi en un espectáculo de música y poesía. Actuaron en Rosario y ciudades de la provincia de Santa Fe, como Rafaela y de la Provincia de Córdoba, como Corral de Bustos.
El jueves 1 de mayo de 1980 fue la encargada de hacer el «traspaso» de la televisión en blanco y negro al todo color en Argentina, inaugurando así Argentina Televisora Color (ATC), como también del Canal 13 Río de la Plata TV. La primera transmisión en color fue la película My Fair Lady. Protagonizó ciclos televisivos como Buenos días Pinky, Reunión de mujeres, Don Camilo en Rusia, Pinkypátikas, Buenas Noches Pinky, Miss Broadway, Nosotros, Incomunicados, Teleonce Informa, El Pueblo quiere saber, A la noche Pinky, Feminísima,  Con sabor a Pinky, Pinky y la noticia, A los Ingleses con humor, Pinky y Fontana en persona, La Argentina del 2000, La Década del 60, La Década del 70, La Década del 80, Pinky y el arte, Teledós Informa, Telepinky, Parece que fue ayer, La conversación, entre otros.
En 1982 condujo junto a Jorge Cacho Fontana el programa Las 24 horas de las Malvinas, en la cual se recibían donaciones, entre otras cosas. Durante la década de 1980 condujo exitosos programas como El pueblo quiere saber con Lucho Avilés, La Década del..., entre otros, donde también se invitaban a figuras del espectáculo y se las entrevistaba.
En 1984 inauguró como presentadora estelar en Canal 11 las transmisiones en vivo y en directo vía satélite de Campeonatos Internacionales de Boxeo desde Estados Unidos.
Obtuvo el Premio Konex - Diploma al Mérito como Conductora (1991) y como Locutora (1981).
En 2019, condujo junto a su sobrina, Kari Araujo «Memorias desordenadas», por Televisión Pública.

### Trayectoria política y social
Iniciada la década de los noventa, se sumó al proyecto social de Piero, y ocupó la vicepresidencia de la Fundación Buenas Ondas, a través de la cual se celebraban diversos eventos culturales con el acompañamiento de gran cantidad de artistas argentinos y extranjeros, para recaudar fondos y construir guarderías, jardines infantiles, albergues para chicos de la calle, centros de capacitación para adolescentes en riesgo social y otras obras de beneficio comunitario en todo el país.
Se inició en política a partir de 1995, a través de su amistad de larga data con Rodolfo Terragno, entonces presidente de la Unión Cívica Radical. En 1999 se postuló por la Alianza como candidata a intendenta del partido bonaerense de La Matanza; revirtiendo las lecturas iniciales de boca de urna, que la daban por ganadora, finalmente perdió ante Alberto Balestrini. Luego tuvo a su cargo durante el gobierno de Fernando de la Rúa la Secretaría de Promoción y Acción Social. Entre sus acciones al frente de la cartera se destaacan que recuperó el Parque Sarmiento para la Ciudad de Buenos Aires, mejoró todos los Parques con Polideportivos, creó la Guardería del Parque de la Ciudad, puso en funcionamiento la Fuente de Aguas Danzantes, realizó el Campeonato de fútbol Intervillas, creó la radio La Tercera del geriátrico de Necochea y la Escuela de Fútbol (con el apoyo de la AFA), la Escuela de Atletismo, preparó el llamado a licitación de comidas, y el llamado a licitación de hoteles desde la misma.
Tras finalizar su mandato, en 2007 volvió a presentarse como candidata a diputada bonaerense como parte de la lista de PRO, que apoyaba a Mauricio Macri.
El 3 de diciembre de 2009, por ser la legisladora de mayor edad de la Cámara de Diputados, presidió la sesión preparatoria en la que se tomó juramento a los diputados electos en las elecciones del 28 de junio de aquel año.

## Vida personal

### Familia
Hija de Epifanio Satragno y Concepción García, tiene cinco hermanos; la menor es Raquel Satragno, modelo internacional (su hija, Kari Araujo, es periodista gráfica).
En 1960 formó una pareja sentimental con el actor y director Emilio Ariño, con quien llegó a tener intenciones de casarse en San Justo y tener una luna de miel en Bariloche, aunque ello nunca se concretó.
Después de esto, estuvo casada con el actor y cantante Raúl Lavié con quien tuvo dos hijos: Leonardo (1964-2019) y Gastón, fundadores de la banda de música tecno El Signo y de Ultratango.

### Problemas de salud
A lo largo de los años, Satragno estuvo aquejada por varios problemas de salud. Su número fue tal que la propia Satragno dijo con humor en una entrevista en 2017, «Tuve las siete plagas de Egipto». Para 2017, había sufrido una trombosis y padecía de enfermedad pulmonar obstructiva crónica (EPOC), debido a sus años como fumadora.
Su salud jugó un rol en su participación en Las 24 horas de las Malvinas. Al momento de ocurrir la transmisión, Satragno estaba afectada por un padecimiento que, si bien nunca se informó de qué enfermedad se trataba con exactitud, Infobae describió como «una terrible enfermedad que le afectaba la piel, desde la barbilla a los talones» y cuyo tratamiento era importado porque la enfermedad era «poco común», con la propia Satragno afirmando que debió permanecer internada y a oscuras por los fuertes dolores de cabeza que le provocaban los medicamentos para tratar la misma. Debido a esto, inicialmente declinó el pedido del coconductor del evento Cacho Fontana de participar en el programa, antes de cambiar de parecer tras una conversación con sus hijos. Tras esto, llamó a su médico de cabecera, quien a su vez formó una junta de médicos, todos quienes en un principio se negaron a que participara, antes de aceptar tras verla con entusiasmo sobre el programa. Su participación involucró que tres días antes del mismo le fueran suspendidos todos los medicamentos y que una sala de cuidados fuera instalada en un lugar cercano al estudio de televisión, y que ella luciera ropa con mangas y polleras largas que cubrieran sus extremidades debido a su condición. Cuando el programa terminó, fue nuevamente internada y el efecto del agotamiento junto a su enfermedad la mantuvo tres días sin dormir.

### Fallecimiento
El 8 de diciembre de 2022, por la mañana, la familia de Satragno confirmó su fallecimiento. Falleció a causa de un cáncer que se le diagnosticó años atrás.En conjunto con una demencia senil de estado avanzado.

## Participaciones, entrevistas y homenajes
«La Botica del Ángel» con Eduardo Bergara Leumann, «Los Grandes» con Antonio Carrizo, «Las Tres Medias de Andrés» con Andrés Percivale, «Finalísima» con Leonardo Simons, «La Botica del Tango» con Bergara Leumann, «Tato Diet» con Tato Bores, «Argentinísima» con Julio Marbiz, «Grandes Valores del Tango» con Silvio Soldán, «Memoria» con Chiche Gelblung, «Tiempo Nuevo» con Bernardo Neustadt, «VideoShow» con Jorge Fontana, Magdalena Ruiz Guiñazú, Liliana López Foresi, etc.

## Filmografía en Argentina
- Ritmo, amor y juventud (1966)
- El demonio en la sangre (1964)
- La caída (1959)